# Pleurosicya
Pleurosicya là một chi của Họ Cá bống trắng.

## Các loài
Chi này hiện hành có các loài sau đây được ghi nhận:
- Pleurosicya annandalei Hornell & Fowler, 1922
- Pleurosicya australis Larson, 1990
- Pleurosicya bilobata (Koumans, 1941)
- Pleurosicya boldinghi M. C. W. Weber, 1913
- Pleurosicya carolinensis Larson, 1990
- Pleurosicya coerulea Larson, 1990
- Pleurosicya elongata Larson, 1990
- Pleurosicya fringilla Larson, 1990
- Pleurosicya labiata (M. C. W. Weber, 1913)
- Pleurosicya larsonae D. W. Greenfield & J. E. Randall, 2004
- Pleurosicya micheli Fourmanoir, 1971
- Pleurosicya mossambica J. L. B. Smith, 1959
- Pleurosicya muscarum (D. S. Jordan & Seale, 1906)
- Pleurosicya occidentalis Larson, 1990
- Pleurosicya plicata Larson, 1990
- Pleurosicya prognatha Goren, 1984
- Pleurosicya sinaia Goren, 1984
- Pleurosicya spongicola Larson, 1990